# Erik Jarlnæs
Erik Jarlnæs (født 16. september 1944) er en tidligere dansk atlet medlem i Københavns IF og fra 1970 i Holte IF.
Jarlnæs vandt tre danske mesterskaber på 400 meter hæk 1970-1972.
Jarlnæs spillede også håndbold i HG og var et kæmpetalent. Han er stadig en habil skakspiller i Frederiksberg Skakforening.

## Danske mesterskaber
- Sølv 1975 400 meter hæk 54.0
- Bronze 1975 110 meter hæk 15.1
- Guld 1972 400 meter hæk 52.8
- Guld 1971 400 meter hæk 53.0
- Guld 1970 400 meter hæk 53.1
- Bronze 1970 110 meter hæk 14.7
- Sølv 1968 400 meter hæk 53.6
- Sølv 1968 4X100 meter 43,3
- Sølv 1967 400 meter 48.4

## Dansk rekord
- 200 meter hæk: 24,4 1967

## Personlige rekorder
- 100 meter: 11,0 Gentofte 21. juni 1967
- 200 meter: 21,9 1970
- 400 meter: 48,7 1970
- 110 meter hæk: 14,7 1970
- 200 meter hæk: 24,4 1967
- 400 meter hæk: 51,4 1970

## Eksterne henvisningaer
- DAF i tal – Erik Jarlnæs (Webside ikke længere tilgængelig)

| Atletikudøver | Spire Denne biografi om en dansk atletikudøver er en spire som bør udbygges. Du er velkommen til at hjælpe Wikipedia ved at udvide den. |